# Pal de barber

Pal de barber giratori

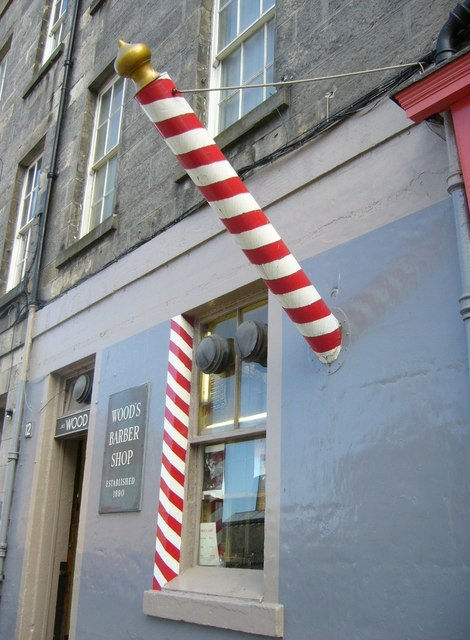
Pal de barber fix

El pal de barber és un senyal que identifica una barberia per a homes. Situat a la façana de l'establiment, consisteix en un tub vertical pintat amb franges helicoïdals, normalment de colors vermell, blanc i blau. Pot ser fix o giratori, i en aquest cas fa la il·lusió òptica de que les franges pugen o baixen al voltant del pal.

## Història
A l'edat mitjana els barbers, a més d'afaitar la barba i tallar els cabells, feien serveis de dentista, petites cirurgies i sagnies (aplicant sangoneres). Al segle xviii a Anglaterra el pal de barber era blanc i vermell, el vermell simbolitzant la sang i el blanc les benes per tapar les ferides. La simbologia prové del bastó que el client havia d'agafar fermament per a fer ressaltar les venes, i el barber-cirurgià li aplicava les sangoneres, i lligava o embolicava les benes al bastó. El pal amb les benes al voltant, unes ensangonades i altres no, esdevindria el símbol de l'ofici de barber.
El 1745, a Anglaterra, es van separar els gremis de cirurgians i de barbers. El gremi de cirurgians va mantenir el símbol amb les franges blanques i vermelles, i els barbers hi van afegir la franja blava.